# Marco Biagi (Jurist)
Marco Biagi (* 24. November 1950 in Bologna; † 19. März 2002 ebenda) war ein italienischer Jurist, Professor für Arbeitsrecht an der Universität Bologna, Publizist, Wissenschaftler und Politikberater. Er war verheiratet und hatte zwei Söhne.
Biagi arbeitete aktiv an der geplanten und von der Opposition und den Gewerkschaften heftig bekämpften Lockerung des Kündigungsrechts der Regierung Berlusconi mit sowie in Gremien der EU. Sein Spezialgebiet war die Europäisierung des Arbeitsrechts. Wegen des Mordes an ihm wurden fünf Mitglieder der linksextremistischen Terrorgruppe Rote Brigaden verurteilt.

## Leben
Nach Besuch des altsprachlichen Gymnasiums Luigi Galvani studierte Biagi Jura. Dank seines herausragenden Abschlusses erhielt er ein Stipendium für die Scuola Superiore Sant’Anna, wo er sich auf Arbeitsrecht spezialisierte. Er lehrte an den Universitäten von Calabria, Ferrara und Modena, bis er 1984 eine außerordentliche Professur in Modena erhielt, wo er 1987 zum Ordinarius ernannt wurde.

## Schriften
- La dimensione dell'impresa nel diritto del lavoro, Mailand, FrancoAngeli, 1978.
- Cooperative e rapporti di lavoro, Mailand, FrancoAngeli, 1983.
- Sindacato, democrazia e diritto. Il caso inglese del Trade Union Act 1984, Milano, Giuffrè, 1986, ISBN 88-14-00765-9
- Contratto collettivo nazionale di lavoro per i dipendenti da aziende del settore turismo. 18 febbraio 1987 (Hg.), Rimini, Maggioli Editore, 1988, ISBN 88-387-9315-8
- Obiettivo 92: progetto lavoro flessibile. Papers 1988–1989, ?, Retribuzione e redditività. Iniziative imprenditoriali e nuove forme di partecipazione dei lavoratori (Hg.), Bologna, SINNEA, 1989.
- Obiettivo 92: progetto lavoro flessibile. Papers 1988–1989, IV, Internazionalizzazione dei mercati e strategie manageriali. Dialoghi sulle relazioni industriali comparate, Hg. mit Elisabetta Faraone, Bologna, SINNEA, 1989.
- Commentario al contratto collettivo delle cooperative edili 30 luglio 1987, Rimini, Maggioli, 1989, ISBN 88-387-9421-9
- Democrazia sindacale e relazioni industriali nell'esperienza comparata, Rimini, Maggioli, 1989, ISBN 88-387-9489-8
- Obiettivo 92. Progetto mercato globale. Papers 1989–1990, I, Corso di formazione per esperti latino-americani sui problemi del lavoro e delle relazioni industriali. Atti della giornata di studio a conclusione della seconda edizione del corso. Le relazioni industriali in America Latina. Bologna, 27 giugno 1989 (Hg.), Bologna, SINNEA, 1989.
- Rappresentanza e democrazia in azienda. Profili di diritto sindacale comparato, Rimini, Maggioli, 1990, ISBN 88-387-9684-X
- La riforma del mercato del lavoro. Analisi e prospettive della legge n. 223 del 23 luglio 1991 (Hg.), Bologna, SINNEA, 1991.
- Politiche per l'immigrazione e mercato del lavoro nell'Europa degli anni novanta (Hg.), Rimini, Maggioli, 1992, ISBN 88-387-9649-1
- Il diritto dei disoccupati. Studi in onore di Koichiro Yamaguchi, Hg. mit Yasuo Suwa, Mailand, Giuffrè, 1996, ISBN 88-14-06209-9
- Mercati e rapporti di lavoro. Commentario alla Legge 24 giugno 1997, n. 196. Norme in materia di promozione dell'occupazione (Hg.), Mailand, Giuffrè, 1997, ISBN 88-14-06771-6
- La disciplina giuridica del lavoro a tempo parziale, Castelmaggiore, SINNEA International, 1999.
- Il lavoro a tempo parziale (Hg.), Mailand, Il Sole 24 Ore, 2000, ISBN 88-324-4079-2
- Job Creation and Labour Law. From protection towards pro-action, Kluwer Law International, 2000.
- Towards a European Model of Industrial Relations, Dordrecht, Kluwer Law International, 2000, ISBN 90-411-1432-7
- Istituzioni di diritto del lavoro, Mailand, Giuffrè, 2001, ISBN 88-14-09109-9
- Il nuovo lavoro a termine. Commentario al D. lgs. 6 settembre 2001, n. 368, Mailand, Giuffrè, 2002, ISBN 88-14-09405-5
- Quality of Work and Employee Involvement in Europe, Den Haag, Kluwer Law International, 2002, ISBN 90-411-1885-3